# Feldfebel Denkovo
Feldfebel Denkovo of  Feldfebel Djankovo (Bulgaars: Фелдфебел Денково) is een dorp in de Bulgaarse gemeente Dobritsjka, oblast Dobritsj. Het dorp ligt hemelsbreed 29 km ten westen van de regionale hoofdstad Dobritsj en 359 km ten noordoosten van Sofia. 

## Bevolking
In de laatste officiële cijfers van het Nationaal Statistisch Instituut van Bulgarije woonden er 624 personen in het dorp.
|  |

De etnische Roma vormen iets meer dan de helft van de bevolking, terwijl de overige helft vooral door etnische Turken wordt gevormd.
| Etnische samenstelling van de respondenten (2011) | Etnische samenstelling van de respondenten (2011) | Etnische samenstelling van de respondenten (2011) | Etnische samenstelling van de respondenten (2011) | Etnische samenstelling van de respondenten (2011) |
| ------------------------------------------------- | ------------------------------------------------- | ------------------------------------------------- | ------------------------------------------------- | ------------------------------------------------- |
|                                                   |                                                   |                                                   |                                                   |                                                   |
| Bulgaren                                          | Bulgaren                                          |                                                   | 0,0%                                              | 0,0%                                              |
| Turken                                            | Turken                                            |                                                   | 47,9%                                             | 47,9%                                             |
| Roma                                              | Roma                                              |                                                   | 50,5%                                             | 50,5%                                             |
| Anders/Onbekend                                   | Anders/Onbekend                                   |                                                   | 1,6%                                              | 1,6%                                              |